# Francis Graham-Smith
Sir Francis Graham-Smith (25 april 1923 – 20 juni 2025) was een Britse astronoom en van 1982 tot 1990 de dertiende Astronomer Royal.
Hij ging naar Rossall School in Lancashire. Laat in de jaren 40 van de twintigste eeuw werkte hij aan de Universiteit van Cambridge aan de Long Michelson Interferometer, een radio-interferometer.
In 1964 werd hij benoemd als hoogleraar in de radioastronomie aan de Universiteit van Manchester en in 1981 als directeur van het Koninklijk Astronomielaboratorium. Hij was van 1975 tot 1981 directeur van het Koninklijk Observatorium van Greenwich.
In 1970 werd hij tot lid van de Royal Society gekozen en won hun Koninklijke Medaille in 1987. Hij was president van de Royal Astronomical Society van 1975 tot 1977.
Graham-Smith overleed op 20 juni 2025 op 102-jarige leeftijd.
- Bibsys: 90250104
- Bibliothèque nationale de France: cb123143061 (data)
- CiNii: DA00696889
- Gemeinsame Normdatei: 13577697X
- International Standard Name Identifier: 0000 0001 0921 1937
- Library of Congress Control Number: n50013405
- Nationale Bibliotheek van Letland: 000157139
- Bibliotheek van het Japanse parlement: 00456920
- Nationale Bibliotheek van Tsjechië: skuk0005300
- Nationale bibliotheek van Australië: 35703596
- Nationale Bibliotheek van Israël: 987007327500805171
- Nederlandse Thesaurus van Auteursnamen: 072856572
- LIBRIS: 56919
- SNAC: w6vt493f
- Système universitaire de documentation: 031679986
- Trove: 1049944
- Virtual International Authority File: 85181799
- WorldCat: E39PBJymrcXPxDwJxT6HVgFHYP